# Список персонажей Code Geass
Эта статья о персонажах Code Geass. Об аниме и манге см. Code Geass.

## Основные персонажи

Слева направо: Ривал, Артур, Каллен, Саёко, Судзаку, Лелуш, С.С., Ширли, Милли, Нина и Нанналли

### Лелуш ви Британия (Ламперуж)
Лелуш Ламперуж (яп. ルルーシュ・ランペルージ Руру:сю Рампэру:дзи)
Сэйю — Дзюн Фукуяма (Период детства озвучивает Саяка Охара)
Псевдонимы: «Зеро», «Чёрный принц», «Лулу», «Дьявол-Император», «L.L.»
Возраст: I арка — 17 лет, II арка — 18 лет
Национальность: британец
Знак зодиака: Стрелец
Статус: I сезон — 11-й принц и 17-й наследник трона, II сезон — 99-й Император Священной Британской Империи
На вид обычный семнадцатилетний студент Академии Ашфорд, Лелуш Ламперуж, иногда называемый среди друзей Лулу, на самом деле является членом Британской Имперской Семьи, сыном Императора Британии и последней императрицы Марианны. Его настоящее имя — «Лелуш ви Британия» (яп. ルルーシュ・ヴィ・ブリタニア Руру:сю ви Буританиа), и он являлся одиннадцатым принцем и семнадцатым наследником трона до убийства матери и ослепления сестры в том же инциденте.
Десятилетний Лелуш обвинил Императора в том, что тот не смог защитить его мать, в ответ Император лишил его всех прав на трон и отправил в ссылку в Японию вместе с сестрой, где тот использовался в качестве политического заложника во время конфликта из-за минерала сакурадайт. При этом Лелуша и его сестру объявили погибшими, сменив им фамилию на Ламперуж.
Подняв восстание против британской диктатуры в 11-м секторе, Лелуш сделал это под именем Зеро, скрыв своё лицо под маской. Впервые он помог повстанцам во время инцидента в гетто Синдзюку. Повстанцы украли контейнер, предположительно с ядовитым газом, однако там оказалась загадочная девушка по имени С. С. Когда Лелуша собирались убить британские солдаты, С. С. заключила с ним договор и дала ему гиасс, при помощи которого Лелуш избежал смерти. После этого, завладев британским роботом «Sutherland» («Сазерленд»), он стал отдавать приказы повстанцам и с лёгкостью разбил силы британцев.
Гиасс Лелуша позволяет ему полностью подавить волю человека, и тот исполнит любой его приказ. При этом подчинённый ничего не помнит о своих действиях, совершённых под властью гиасса. Однако на одном человеке гиасс срабатывает только один раз.
Впервые Лелуш заявил о себе, как о Зеро, когда спасал Судзаку, обвинённого в убийстве принца Кловиса. Он делал это также затем, чтобы завоевать доверие террористов. Когда группа освободительного движения Японии захватила заложников, среди которых были его друзья по академии и Юфемия ли Британия, он освободил их. При этом Юфемия догадалась, кто он на самом деле, но сохранила тайну Лелуша. После этого он заявил о создании «Ордена Чёрных Рыцарей», которые будут бороться с несправедливостью.
Лелуш гениальный стратег и тактик. Он сильно любит свою сестру Нанналли и даже восстание поднял в первую очередь с целью создать счастливый мир для неё. При этом нельзя сказать, что Лелуш однозначно положительный персонаж. Его действия зачастую приводят к жертвам и непредвиденным, а порой и трагическим последствиям. В частности, вследствие его действий был убит отец его подруги Ширли, а также погибла его сестра Юфемия и множество простых японцев. В результате сложного морального выбора Лелуш перестаёт считаться с потерями и человеческими жизнями, для него они становятся лишь фигурами на шахматной доске, а фигурами можно жертвовать.
В конце Лелуш придумывает план «впитать» в себя ненависть всех людей. Его союзниками становятся несколько человек, включая Судзаку и Джеремии. Он играет роль Демона-Императора и в конце восседает на платформе, смотря на привязанных к столбам «восставших» против него, приговорённых к смерти. Но тут появляется Зеро (Судзаку, который и станет иконой правосудия). По плану он убивает Лелуша. Его окровавленное тело падает к Наналли, он ещё жив, в результате ментальной связи в момент смерти Лелуша сестра видит все его планы и воспоминания, и рыдает у него на груди, с криками «Я люблю тебя!». Лелуш отвечает ей, после чего умирает.

### Судзаку Куруруги
Судзаку Куруруги (яп. 枢木 スザク Куруруги Судзаку)
Сэйю — Такахиро Сакураи (период детства озвучивает Акэно Ватанабэ)
Псевдоним: «Нулевой Рыцарь», «Рыцарь Ангел», «Белая смерть»
Возраст: I арка — 17 лет, II арка — 18 лет
Знак зодиака: Рак
Национальность — японец
Японец, служащий в британских войсках. Лучший и первый друг Лелуша. В 10-летнем возрасте убил своего отца, премьер-министра Японии, чтобы покончить с войной против Британии. Но чтобы искупить свою вину, хочет изменить её изнутри. Он влюблён в британскую принцессу Юфемию ли Британия.
Судзаку вступил в должность рыцаря Британии, на которую его назначила Корнелия. Фактически Судзаку стал Рыцарем Круга. Но во втором сезоне он заключил договор с Лелушем. Тот должен был стать «тем, кого возненавидит мир», а Судзаку под видом Зеро должен уничтожить его. Судзаку надевает маску Зеро и публично убивает Лелуша по его же плану. Теперь Куруруги стал Зеро. Это его проклятие, искупление (как говорил Лелуш). Теперь он не может зваться Судзаку Куруруги, зато может изменить мир изнутри, как и хотел. Изменить за политическим столом, без кровопролития. Зеро—Судзаку сопровождает Нанналли как сотую императрицу Британии на всех мероприятиях.

### C.C.
C.C. (яп. シー･ツー Си: Цу:)
Сэйю — Юкана
Псевдоним: «Серая Ведьма», «Бессмертная Ведьма», «Пиццеедка».
Возраст: неизвестно.
Рост: 167 см.
Зелёноволосая девушка, бессмертна. Спасла Лелуша от смерти и заключила с ним договор, по которому он получил силу Гиасса с тем условием, что исполнит её желание. Ранее, когда ещё была человеком, обладала Гиассом, внушавшим людям любовь к ней. Изначально она пассивно следит за миссиями Лелуша, однако с развитием сюжета принимает всё более активные действия на его стороне. Говорит о себе как о крайне корыстном человеке, оправдывая свою помощь Лелушу тем, что он нужен для её интересов. Ранее заключала контракт как минимум с четырьмя людьми (Лелуш, Мао, Марианна, Лейла). Во втором сезоне после попытки Чарльза завладеть её Гиассом она запечатала свои воспоминания до десятилетнего возраста (но ненадолго).
Во втором сезоне рассказывается её прошлое. Давным-давно, примерно в Средние века, она была пленницей в каком-то храме, где её использовали как рабыню. В тот момент, когда перед ней появилась монашка, у которой на лбу был код Гиасс, она произнесла «Хочу жить». Женщина дала ей силу Гиасс, который делал её «Любимой». Благодаря этому в неё влюблялись и задаривали подарками. Но из-за этого C.C. перестала отличать настоящую любовь от любви, вызванной Гиассом. И лишь с той монашкой ей нравилось проводить время, так как она не была подвластна Гиассу. Но монашка хотела умереть и отдала насильно свой код Гиасс C.C., затем умерла. После этого С.С. стала бессмертной носительницей кода Гиасс.

### Каллен Кодзуки (Стадтфилд)
Каллен Стадтфилд (яп. カレン・シュタットフェルト Карэн Сютаттофэруто)
Сэйю — Ами Косимидзу
Псевдонимы: «Алый Лотос» (или «пилот Алого Лотоса»)
Другое имя: Карэн  Кодзуки
Возраст: I арка — 17 лет, II арка — 18 лет
Знак зодиака: Овен
Национальность — 1/2 11-я, 1/2 британка
Рост — 173 см
По-японски имя Каллен читается как Карэн, однако в одном из эпизодов второго сезона крупным планом показано её досье, где уже по-английски написано Kallen.
Каллен наполовину японка, наполовину британка. Вместе с братом они состояли в группе террористов. После смерти брата она захотела исполнить его мечту. Когда появился Зеро, она думала, что он — псих, но со временем, когда увидела, что́ из их союза стало получаться, поняла, что без Зеро японцы — ничто. Вскоре начала проявлять к нему тёплые чувства. В школе Каллен догадывалась, что Лелуш — тот странный голос (на тот момент альтер эго Лелуша — Зеро — ещё не существовало). Но Лелуш отбил у неё эти догадки, из-за чего она вступила в студенческий совет. Она живёт вместе со своей мачехой и настоящей матерью, которая работает горничной в особняке. Раньше Каллен не понимала, почему её настоящая мать остаётся с ней в доме. Но потом поняла, что она делает это ради дочери — Каллен. Но после того, как Каллен узнала это, её мать осудили на 20 лет за употребление наркотиков.
Перед Чёрным восстанием Каллен была назначена капитаном личной стражи Зеро. Пилот высшего класса, она пилотирует козырь «Чёрных рыцарей», по существу, «самый мощный доспех в сериале», Gurren MK 2 «Алый лотос» (Спорное утверждение, так как таковым он стал в последних сериях, из-за того что был захвачен и сочетает в себе технологии обеих группировок. В последнем бою Каллен признаёт, что преимущество всё-таки на стороне Ланселота). Помимо этого владеет рукопашным боем, впрочем, не слишком убедительно. Яростно ненавидит предателя Куруруги Судзаку, её постоянного главного оппонента на поле боя.
Отношения с Лелушем до конца не ясны, однако Каллен целует его в конце второго сезона, что свидетельствует о её нежных чувствах к нему. Во время Реквиема по Зеро, прикованная к позорному столбу, разгадала план Лелуша.
Непонятно всё же, кого она любила: Лелуша или Зеро.

## Британская королевская семья

### Чарльз ди Британия
Чарльз ди Британия (яп. シャルル・ジ・ブリタニア Сяруру дзи Буританиа)
Возраст: 65 лет
Национальность — британец
Сэйю — Норио Вакамото
Девяносто восьмой Император Священной Британской Империи, отец всех остальных упомянутых членов Британской королевской семьи. Очень любил свою последнюю жену Марианну, а также Лелуша и Нанналли. После смерти Марианны выслал Лелуша и Нанналли в Японию в качестве политических заложников, но позже выясняется, что это было сделано с целью их защиты от V.V. Впоследствии использовал Лелуша и организованное им восстание для того, чтобы выманить С. С.
Во втором сезоне становится известно, что он вместе с братом, C.C. и своей последней женой, королевой Марианной, намеревался уничтожить бога с помощью «меча Акаши», однако был остановлен Лелушем и даже больше — Лелуш приказал богу, коллективному бессознательному, сопротивляться всяким попыткам себя уничтожить. Поэтому мир С уничтожил и императора, и императрицу.

### Марианна ви Британия
Марианна ви Британия (яп. マリアンヌ・ヴィ・ブリタニア Марианну ви Буританиа)
Сэйю — Асако Додо
Мать Лелуша и Нанналли, убитая несколько лет назад. Лелуш мечтал найти её убийцу. Как оказалось, Марианна тоже обладает Гиассом, благодаря которому и выжила. (Сила её гиасса была в переселении души — вселилась в Аню). Её поглотил мир С, также как и императора.

### Нанналли ви Британия (Ламперуж)
Нанналли Ламперуж (яп. ナナリー・ランペルージ Нанари: Рампэру:дзи)
Сэйю — Каори Надзука
Возраст: I арка — 14 лет, II арка — 15 лет
Национальность — британка
День рождения: 25 октября
Знак зодиака: Скорпион
Нанналли — младшая сестра Лелуша. В возрасте шести лет, после жестокого покушения на её мать, получила серьёзную психологическую травму. Дополненная действием гиасса Чарльза, она привела к потере способности ходить и видеть. Отец Нанналли и Лелуша не был заинтересован в них как в наследниках, поэтому вскоре их сослали в Японию в качестве политических заложников. Возможно, если бы не Нанналли, Лелуш и Судзаку никогда бы не сдружились. Живёт вместе с братом в академии Эшфорд, горничная Саёко учит её оригами. Во втором сезоне становится генерал-губернатором 11-го сектора. В конце второго сезона снимает с себя Гиасс отца, и к ней возвращается зрение. Когда её брат в конце сериала начинает изображать Демона-императора, она ни о чём не догадывалась и думала, что её брат действительно демон. (Хотя предположительно в глубине сердца она в это не верит). Когда Лелуш окровавленный падает к ней, она дотрагивается до его руки и разгадывает план, понимая, что брат специально вызвал к себе ненависть людей, чтобы впитать её в себя. Нанналли рыдает у него на груди под торжествующие крики людей «Зеро! Зеро!».

### Корнелия ли Британия
Корнелия ли Британия (яп. コーネリア・リ・ブリタニア)
Сэйю — Дзюнко Минагава
Национальность — британка
Прозвище: «Британская ведьма», «Богиня войны»
Знак зодиака: Козерог
Возраст: 27 лет
Сводная сестра Лелуша, Вторая Принцесса Британской Имперской семьи. Женщина с сильным характером, прекрасный стратег. В первом сезоне занимала пост генерал-губернатора. Вся армия Британии, находившаяся в Зоне 11, была под её командованием. Тяжело переживая гибель любимой младшей сестры Юфемии и брата Кловиса, Корнелия решает отомстить Зеро. Она пытается оправдать Юфемию и смыть с неё имя «Кровавой принцессы». В начале второго сезона, узнав о существовании гиасса и V.V., Корнелия пытается остановить V.V., но попадает к нему в плен. А после «резни», устроенной Зеро, она попадает в плен к Ордену Чёрных Рыцарей. Сбежав, Корнелия возвращается к Шнайзелю, после, преданная братом, примыкает к Ордену Чёрных Рыцарей.

### Кловис ла Британия
Кловис ла Британия (яп. クロヴィス・ラ・ブリタニア  Куровису ра Буританиа)
Сэйю — Нобуо Тобита
Возраст: 24
Национальность: британец
Третий принц Британской императорской семьи и бывший губернатор Зоны 11. В начале первого сезона он был показан избалованным, трусливым, испорченным человеком, но на самом деле Кловис был гораздо мягче, чем казалось на первый взгляд. Он часто ходил в гости к Лелушу и играл с ним в шахматы, несмотря на то, что постоянно проигрывал. Кловис — талантливый художник и любил рисовать картины. В первом сезоне аниме показано, как Юфемия смотрит на его картины в галерее.
Он был вовлечён в исследование C.C., и когда японские террористы похитили капсулу, в которой она находилась, Кловис отдал приказ полностью уничтожить гетто Синдзюку, несмотря на то, что там жили его подданные. После того, как Лелуш получает гиасс, он организовывает сопротивление и противостоит своему брату. Лелуш использует на нём гиасс и спрашивает его о том, кто убил Марианну, после чего убивает Кловиса. Таким образом, Кловис стал первым из Императорской семьи, кто узнал, что Лелуш жив, и первым, на кого обрушилась месть Лелуша.

### Одиссей ю Британия
Первый принц Британской Имперской Семьи. Довольно пассивный и скучный, но мягкий человек. Участвовал в политическом сговоре Китайской Федерации и Британской Империи в качестве жениха китайской принцессы Тянь Цзы, однако Зеро прервал свадебную церемонию. К концу второго сезона попадает под действие гиасса Лелуша и признаёт его императором.
Новый Император Лелуш Британский разжалует своего брата и отправляет служить в армию, в столичном гарнизоне. Судьба Одиссея неизвестна, однако можно предположить, что он погиб вместе с жителями столицы, когда по приказу Шнайзеля Британского на столицу была сброшена «Фрея».

### Юфемия ли Британия
Юфемия ли Британия (яп. ユーフェミア・リ・ブリタニア Ю:фэмия ри Буританиа)
Сэйю — Оми Минами
Возраст: 17
Прозвище: «Кровавая принцесса»
Знак зодиака: Весы
Национальность — британка

Юфемия ли Британия

Единокровная сестра Лелуша и Третья Принцесса Британской Имперской семьи. Сестра, о которой Лелуш заботится больше всех после Нанналли. Милая, добрая и сострадательная девушка; самые близкие к ней люди зовут её Юфи. Случайно встретила Судзаку, который поймал её после прыжка из окна. Судзаку не знал, что она принцесса, и вместе они провели целый день. Раскрылась, когда спасала сэра Джеремию от его же подчинённых, которые считали его предателем. Любила Судзаку, и он отвечал ей взаимностью. Именно Юфемия первой догадалась, кем на самом деле являлся Зеро. Позже она провела день на необитаемом острове вместе с Лелушем, где они вспоминали прошлое. Желая подарить японцам право называться японцами и хоть какую-то свободу, она создаёт Специальный Административный Район Японии вокруг горы Фудзи — первый автономный округ в Британской Империи, прецедент, говорящий о возможности демократизации Империи. Пытается заключить договор о сотрудничестве с Зеро (Лелушем) и фактически добивается поставленной задачи: она показала ему, что люди не пойдут за ним теперь, когда у них есть надежда. Лелуш сдался и сказал, что она самый страшный враг, с каким ему приходилось сталкиваться. На самом деле Лелуш хотел заставить её стрелять в него. Юфемия ответила, что он недооценивал её и что он не смог бы заставить её сделать это. Лелуш сказал, что даже если бы он сказал ей перебить всех японцев, она бы сделала это. И именно в этот момент его Гиасс вышел из-под контроля. Результатом этого стала смерть почти миллиона японцев и самой Юфемии. Она погибает от пули Лелуша, решившего взять вышедшую из-под контроля ситуацию в свои руки и фактически воспользоваться собственной ошибкой, чтобы не делать гибель сестры напрасной. В этот момент Лелуш сознаётся, что Юфемия была его первой любовью. Из-за резни, которую она устроила, её прозвали «Кровавая принцесса». Позже, именно для того, чтобы люди забыли об этом прозвище, Лелуш и Судзаку решили провести «Реквием по Зеро». Последними словами Юфемии был вопрос о том, как прошла церемония открытия автономного округа. Судзаку солгал ей и сказал, что у неё всё получилось. Юфемия умерла с улыбкой на губах.

### V.V.
Ви Ви (яп. ヴイ・ツー Буи Цу:)
Сэйю — Кадзато Томидзава
Родной брат Чарльза (императора Британии) и дядя Лелуша, хранитель кода, как и С. С., магистр организации «Культ гиасса». На момент аниме V.V. примерно столько же лет, сколько было Чарльзу ви Британия, однако выглядит он даже моложе С. С.
Впервые V.V. появляется в 18 серии первого сезона: когда Лелуш собирается применить гиасс на Судзаку, показывается слайд с V.V.
Во втором сезоне V.V. посылает Джеремию Готтвальда убить Лелуша, однако Джеремия переходит на сторону Лелуша. Лелуш выясняет местоположение «Культа гиасса» и совершает нападение на эту организацию. Сначала Лелуш хотел использовать культ в своих целях, но после смерти Ширли он принимает решение полностью его уничтожить. V.V. пытается остановить его на Зигфриде, но терпит поражение. После этого V.V. встречается с Чарльзом, и тот забирает его код, таким образом убивая V.V.

### Шнайзель эль Британия
Шнайзель эль Британия (яп. シュナイゼル・エル・ブリタニア Сюнаидзеру эру Буританиа)
Сэйю — Норихиро Иноуэ
Возраст: 29
Псевдоним: Белый Принц
Национальность — британец
Второй принц Британской Имперской Семьи и Премьер-Министр Священной Британской Империи, главный антагонист второго сезона сериала. Под воздействием гиасса Кловис сообщил Лелушу, что, возможно, Шнайзель знает об истинных убийцах королевы Марианны. Император в курсе, что Шнайзель намерен бросить вызов своему отцу, но тем не менее позволяет своему сыну делать всё, что тому заблагорассудится. Холодный и расчётливый манипулятор, полагает, что цель оправдывает средства, с успехом носит маску искреннего и великодушного человека. Шнайзель вежливо ведёт себя с людьми, в том числе с подчинёнными, и говорит, что смерть людей — это грустно. Тем не менее именно он отдал приказ обстрелять ракетами место, где находились рыцарь Юфемии Куруруги Судзаку и Зеро. Когда Император удаляется в мир С, Шнайзель устраивает неудачный государственный переворот и удаляется в Камбоджийскую лабораторию в Торомо для серийного производства «Фреи». После самопровозглашения Лелуша Императором Британии пытается шантажировать его с помощью Нанналли, «Дамокла» и «Фрейи». Будучи полностью переигранным Лелушем, попадает под действие Гиасса Лелуша и становится марионеткой Зеро.

## Студенческий совет

### Ширли Фенетт
Ширли Фенетт (яп. シャーリー・フェネット Ся:ри Фенетто)
Сэйю — Фумико Орикаса
Возраст: I арка — 17 лет, II арка — 18 лет
Знак зодиака: Рак
Национальность — британка
Ширли — член студенческого совета, одноклассница Лелуша. Весёлая, энергичная девушка. Без памяти влюблена в Лелуша. Ширли очень добрая и преданная. Из-за того, что Карен вызвала землетрясение с помощью «Алого Лотоса» в одной из серий, камнями накрыло район, в котором находился отец Ширли. После поцелуя с Лелушем она хочет узнать побольше о нём и начинает следить за ним. Ширли узнаёт, что Зеро — не кто иной, как Лелуш. Однако даже жажда мести за отца не смогла пересилить чувство любви, и в приступе паники Ширли стреляет в Вилетту Ну, попытавшуюся схватить находившегося в бессознательном состоянии лидера Ордена Чёрных Рыцарей.
Запутавшись в собственных чувствах, Ширли становится жертвой Мао, который пытается использовать её как приманку для Лелуша. Девушка хочет убить Зеро, а затем умереть самой (находясь под влиянием Мао), но промахнувшись, теряет сознание и падает прямо в руки Лелуша.
Тот использует на Ширли Гиасс и заставляет забыть обо всём, что было между ними. По его собственным словам, он не хочет, чтобы девушка страдала.
Во втором сезоне, когда Император заменяет все воспоминания членов студсовета на фальшивые, Ширли повторно влюбляется в Лелуша, и у них даже что-то получается, благодаря вмешательству Милли Эшфорд. Однако в тот же вечер Джеремия Готвальд использует на Ширли Подавитель Гиасса, и к девушке возвращаются её воспоминания. Та прощает Лелуша за всё, что он сделал. Она рассказала Ролону, что знает истинную личность Лелуша, и в разговоре случайно упомянула о Нанналли, закономерно вызвав у лжебрата ревность. Ролон убирает «свидетельницу», объяснив это тем, что она могла представлять угрозу раскрытия личности Зеро.
Лелуш находит девушку прямо перед тем, как та умирает. Перед смертью Ширли признаётся, что она любила только Лелуша и будет его любить «даже в следующей жизни».
В компиляции она не общается с Ролоном и, следовательно, остаётся в живых.

### Милли Эшфорд
Милли Эшфорд (яп. ミレイ・アッシュフォード Мирэи Эссюфо:до)
Сэйю — Саяка Охара
Возраст: I арка — 18 лет, II арка — 19 лет
Знак зодиака: Лев
Национальность — британка
Внучка директора академии, Рубена К. Эшфорда, и президент школьного совета. Её дед и дед Нины работали вместе, разрабатывая Найтмеров серии «Ганимед». Заводная, весёлая и общительная девушка. Очень любит поддразнивать Ширли, намекая на их отношения с Лелушем. Иногда допускает вольные комментарии в адрес подруг, из-за чего Ширли в шутку называет Милли извращенкой. Несмотря на это, Милли умная и хорошо чувствует других людей. Она одна из немногих, кто знает настоящую личность Лелуша. Милли, как и её дедушка, очень любит устраивать всякие костюмированные вечеринки и праздники. Её семья была союзниками матери Лелуша: она помогла Лелушу и Нанналли изменить фамилию и дала им новую жизнь. Семья Эшфорд хотела восстановить свой статус аристократов, поэтому у них было два варианта: раскрыть тайну Лелуша и Нанналли, или выдать детей за людей из благородной семьи. Они выбирают последнее.
В первом сезоне сериала Милли является президентом школьного совета, и её авторитет — вещь весьма ощутимая в Академии. Она знала и о прошлом Лелуша, и о происхождении Каллен, однако хранила всё это в тайне.
Милли намеревалась выйти замуж за графа Ллойда, но они не сошлись характерами и решили мирно расстаться. После окончания Академии Милли стала телеведущей, но не сразу определилась со своим образом: она вела и детские передачи, и прогноз погоды, и новости.

### Ривал Кардемонд
Ривал Кардемонд (яп. リヴァル・カルデモンド Ривару Карудемондо)
Сэйю — Нориаки Сугияма
Возраст: I арка — 17 лет, II арка — 18 лет
Национальность — британец
Ещё один член школьного совета, и также друг Лелуша. Они часто общаются — играют в шахматы с аристократами на деньги, ездят на мотоцикле с коляской. Вообще, всё началось как раз-таки с шахмат. В Picture Drama 6 рассказывается, что Лелуш помог Ривалу выиграть у аристократа в шахматах, когда надежды на победу практически не было. С того момента они стали друзьями.
Ривал очень быстро подружился с Судзаку, когда тот спас жизнь Лелушу. Влюблён в Милли.
Вне школы Ривал работает барменом.

### Нина Эйнштейн
Нина Эйнштейн (яп. ニーナ・アインシュタイン Ни:на Эинсютаин)
Сэйю — Саэко Тиба
Возраст: I арка — 17 лет, II арка — 18 лет
Знак зодиака: Дева
Национальность — британка
Одна из членов школьного совета. Обычно она сидит за компьютером или читает. Нина очень боится одиннадцатых (японцев), и новость о том, что Судзаку будет учиться в академии, напугала её. Нина обожает Юфемию за то, что та спасла ей жизнь. Также она испытывает некоторое сексуальное влечение к принцессе (к слову, проявляется это в шокирующей сцене мастурбации на фотографию Юфемии с помощью уголка стола). Но, когда Зеро убил Юфемию, Нина срывается и идёт доделывать Ганимеда. В Ганимеде находилось очень много сакурадайта и ядерного оружия, которого было достаточно, чтобы уничтожить весь Токио. Она угрожала взрывом, чтобы выяснить, где Зеро.
Впервые научный талант Нины был замечен Ллойдом. Во втором сезоне она работала над оружием невероятной мощи — «Фреей» на основе урана-235 и сакурадайта. Была крайне подавлена, когда Судзаку под действием Гиасса «Выжить» уничтожил «Фреей» часть Токио. В дальнейшем разработала систему, с помощью которой можно было остановить цепную реакцию «Фреи».

## Орден Чёрных рыцарей

Основной состав Ордена

### Канамэ Оги
Канамэ Оги (яп. 扇要)
— лидер небольшой группировки террористов, которую Лелуш выбрал как основу для создания «Ордена Чёрных рыцарей». После реорганизации ордена был назначен заместителем командующего. Часто сомневается и не способен на решительные действия, если это не касается защиты тех, кого он любит. Однако он верил в Зеро и выполнял все его указания до тех пор, пока не узнал о нём всю правду.
Впервые появляется в гетто Синдзюку, где подчиняется Лелушу, тогда ещё как неизвестному голосу по рации. Потом вместе с Карен решает поверить в обещание Зеро спасти Куруруги Судзаку. После признания Зеро передаёт ему право командования.
После боя с Корнелией на пирсе встречает раненную Вилетту Ну и забирает её домой для допроса, так как она в бессознательном состоянии сказала слово «Зеро». Однако потом выясняет, что она потеряла память и не помнит ничего, кроме того, что она британка. Он наблюдает за её действиями и постепенно сближается с ней так, что она сама решается стать одиннадцатой, но к концу первого сезона к ней возвращается память и она стреляет в него, но несмертельно. После объединения «Ордена Чёрных рыцарей» со Шнайзелем, она возвращается к Оги, а после свержения Императора Лелуша они женятся. Оги становится новым Премьер-министром Японии.

### Кёсиро Тодо
Кёсиро Тодо (яп. 藤堂 鏡志朗)
— японский офицер (в японской армии был полковником). Единственный, кто одержал победу над Британией 7 лет назад, так называемое «чудо Ицукусимы». Являлся офицером Японского освободительного фронта, после его распада переходит на сторону Зеро. Был назначен командующим всеми войсками ордена.
До основных событий аниме был учителем Куруруги Судзаку.

### Синъитиро Тамаки
Синъитиро Тамаки (яп. 玉城 真一郎)
— член группировки Оги. Развязный и шумный тип, любит выпить, повеселиться и похвастаться. Считал Зеро своим другом, и после того, как Шнайзель рассказал о гиассе Зеро, был расстроен до слёз.

### Кэнто Сугияма
Сэйю — Нориаки Сугияма.

### Сёго Асахина
Сёго Асахина (яп. 朝比奈 省悟)
— один из подчинённых Тодо, язвительный молодой человек с тёмно-зелёными волосами, в круглых очках и с характерным шрамом на левом глазу. Довольно уверен и самолюбив. Знает о том, что Тиба влюблена в Тодо.

### Нагиса Тиба
Нагиса Тиба (яп. 千葉凪沙)
— единственная женщина из окружения Тодо, влюблённая в него.

### Рёга Сэмба
Рёга Сэмба (яп. 仙波 崚河)
— подчинённый Кёсиро Тодо. На вид стар, но умело управляет своим «Найтмером». Посередине лба у него есть характерная бородавка. Убит сэром Джино Вейнбергом во время атаки на корабль, перевозивший генерал-губернатора Нанналли.

### Косэцу Урабэ
Косэцу Урабэ (яп. 卜部 巧雪)
— подчинённый Кёсиро Тодо. В начале второго сезона вместе с небольшим отрядом выполняет операцию по спасению Зеро (Лелуша). Взорвал свой «Найтмер», защищая Лелуша от «Винсента».

### Наоми Иноуэ
Наоми Иноуэ (яп. 井上直美)
— женщина с синими волосами средней длины. Она была командиром, отвечающим за материально-техническую поддержку. Погибла во время Чёрного восстания, когда верхняя половина её «Бурая» была разрушена.

## Союзники Зеро

### Ролон
Роло Ламперуж (яп. ロロ・ランペルージ Роро Рампэру:дзи)
Сэйю — Такахиро Мидзусима
Псевдонимы: Rollon Haliburton
Возраст: 16
Национальность — британец

Ролон Ламперуж

Ролон — подставной брат Лелуша, его настоящая фамилия неизвестна. Как выясняется в 2-й серии второго сезона, также владеет Гиассом. Уже с детства его готовили к профессии киллера. Ролон — член Бюро Тайной Информации, специально направленный в Академию императором Чарльзом для того, чтобы под видом брата Лелуша следить за передвижениями Лелуша и в том случае, если к нему вернётся память — убить, а также затем, чтобы найти C.C., если она вдруг попытается войти с Лелушем в контакт. Гиасс Ролона на некоторое время останавливает внутренние часы окружающих, при этом у него самого на время останавливается сердце, и его долгое использование смертельно опасно.
Сильно привязался к Лелушу и полюбил его. Убил Ширли, так как ревновал брата к ней. Довольно наивный, так как даже после признания Лелуша, что он его ненавидит, встал на его защиту. Умер, защищая «брата» от Ордена Чёрных Рыцарей, из-за остановки сердца.

### Дитхард Рид

Дитхард Рид

Дитхард Рид (яп. ディートハルト・リート Ди:тохаруто Ри:то)
Сэйю — Дзёдзи Наката
Национальность — британец
Знак зодиака: Водолей
Образование: Главный Университет Британской Империи, Факультет права
Закончил Главный Университет Британской Империи, Факультет права и стал продюсером и журналистом на Hi-TV — британском телевизионном канале. Вступил в Орден из-за Зеро. Он захотел лично засвидетельствовать, как тот победит Британию и захватит мир. 

В Ордене отвечает за разведку и связь с общественностью. Позже уходит из Ордена Чёрных Рыцарей и становится на сторону принца Шнайзеля. Убит Шнайзелем, находящимся под действием Гиасса.

### Саёко Синодзаки
Саёко Синодзаки (яп. 篠崎咲世子)
— молодая привлекательная одиннадцатая, служащая у семьи Эшфорд горничной, а также приставленная ухаживать за Нанналли. Дитхард использовал её на заданиях, потом она официально вступила в Орден. Очень преданна Лелушу, защищала его от Джеремии и старательно исполняла роль двойника Лелуша (чем навлекла на его голову большие неприятности, поскольку ухитрилась назначить свидание всем влюблённым в него девушкам). Владеет боевыми искусствами, куноити.

### Тайдзо Кирихара
Тайдзо Кирихара (яп. 桐原泰三 Кирихара Тайдзо)
Сэйю — Симпати Цудзи
Пожилой промышленник, является одним из влиятельнейших людей в промышленной добыче сакурадайта (ресурса, из которого изготавливается топливо для «Найтмеров»), основатель корпорации Кирихара. Во времена правления премьер-министра Куруруги был одним из самых влиятельных политических лиц. После того, как Британия вторглась на территорию Японии, публично поддержал завоевание и колонизацию, за что получил прозвище «Предатель Кирихара». Однако на самом деле Кирихара не поддерживает Британию, а является главой Дома Киото, спонсирующего антибританские организации. Он знал Лелуша и Нанналли, когда те были детьми, а также ему известно, что Зеро — это Лелуш. Но именно благодаря этому знанию он помогает Ордену Чёрных Рыцарей, так как уверен в целях Зеро.
После Чёрного Восстания был схвачен и казнён.

### Кагуя Сумэраги
Кагуя Сумэраги (яп. 皇神楽耶 Сумэраги Кагуя)
Сэйю — Мика Канаи
Национальность — японка
Образование: окончила школу

Молодая девушка, союзник Ордена Чёрных Рыцарей. Несмотря на её молодость и хрупкое телосложение, она довольно влиятельна. Кагуя восхищается Зеро с тех пор, как он объявил о себе, и её восхищение возросло после их личной встречи. Она верит, что Зеро победит в войне против Британии, а также хочет выйти за него замуж, мотивируя это тем, что «раз Зеро не может показать своё лицо, то ему нужен кто-то, кто скрасил бы его одиночество». Хотя она на первый взгляд ведёт себя непосредственно и легкомысленно, Кагуя весьма умна. Кагуя жила вместе с Лелушем, Нанналли и Судзаку, когда те были маленькими, так как она двоюродная сестра Судзаку. 

### Ракшата Чаула
Ракшата Чаула (яп. ラクシャータ・チャウラー)
— красивая сексуальная индианка, изобретатель. В молодости вместе с Ллойдом Асплундом занимались проектировкой. Потом Ракшата стала работать на Орден, мотивируя это тем, что «Зеро — интересный парень». Называет Ллойда графом Пудингом, в молодости между ними что-то было.

## Китайская Федерация

### Ли Синкэ
Ли Синкэ (яп. 黎星刻 Ли Синкэ)
Сэйю — Хикару Мидорикава
Возраст: I арка — 25 лет, II арка — 26 лет
Национальность — китаец
Офицер армии Китайской Федерации. Ли управляет Найтмером Шэнь Ху. Он достойный соперник Лелушу в стратегии и в силе Судзаку. Тем не менее страдает от болезни, которая медленно убивает его. Предположительная причина этой болезни — радиация; возможно, Шэнь Ху работает на ядерной энергии, так как на него не действуют гасители сакурадайта, на котором работают практически все Найтмеры в сериале. В Японию Ли прибывает в качестве телохранителя Гао Хая. Предан Главе Китайской Федерации — девушке-альбиносу Тянь Цзы (天子). Присутствовал как один из заложников в финальной серии.

### Тянь Цзы
Цзянь Лихуа (яп. 蒋麗華 （ チェン・リーファ ） Chen Rīfa, пиньинь Jiǎng Líhuá)
Сэйю — Тамаки Мацумото
Молодая императрица Китайской Федерации. Её называли только традиционным именем китайских императоров: Тянь Цзы (天子 Тэнси Tenshi, пиньинь Tiānzǐ), «Сын Небес». Евнухи называли её за глаза «марионеточной принцессой» и пользовались её юностью и нехваткой решимости, фактически управляя Китайской Федерацией. По сути она была заключённой в своём собственном дворце и никогда не видела мира за пределами Запретного города, который она не любила. Когда она была маленьким ребёнком, она спасла молодого Ли Синкэ от наказания за то, что он дал лекарства заключённому. Ли Синкэ дал ей обещание, что выведет её из Запретного города, из которого она так мечтала вырваться. Тянь Цзы была похищена Зеро (Лелушем) во время проведения церемонии бракосочетания с Первым Принцем Британским, Одиссеем, и использована в качестве заложницы. После того, как предательство было раскрыто, вновь заняла императорский престол и помогала Ордену Чёрных Рыцарей вместе со своей подругой, Кагуей Сумераги.

## Британская армия

### Джеремия Готтвальд
Джеремия Готтвальд (яп. ジェレミア・ゴットバルト Дзэрэмиа Готтобаруто)
Сэйю — Кэн Нарита
Возраст: 28
Прозвище: Апельсин
Национальность — британец
Группа крови: А
Член британской армии, отличный пилот Найтмэров. Пурист.
В первых сериях Джеремия обвинил Судзаку в убийстве принца Кловиса. Кличку «Апельсин» Джеремии дал Зеро, для того чтобы сбить с толку спецслужбы, которые сосредоточились на расшифровке «апельсина». Во время битвы в Нарите Джеремия, сражаясь с Карен, был взорван в своём Найтмэре и числился погибшим. На самом деле он был спасён учёными, ранее проводившими эксперименты над С. С. Практически вся его левая сторона была заменена имплантатами металла, работающими на основном энергоносителе — сакурайдате. Позже принёс клятву верности Лелушу, так как изначально он служил его матери Марианне.
Основная особенность — благодаря одному из имплантатов стал невосприимчив к Гиассу и может разрушить его действие. В сериале этот процесс показан как обратный действию Гиасса, и, как показывает эпизод со смертью Ширли (которая уже находилась ранее под действием Гиасса), Гиасс после нейтрализации можно наложить повторно: это видно по глазам Ширли после попытки Лелуша не дать ей умереть с помощью своей силы.

### Вилетта Ну
Вилетта Ну (яп. ヴィレッタ・ヌゥ Виретта Ну:)
Сэйю — Акэно Ватанабэ
Один из элитных пилотов Найтмера, более хладнокровная, чем Джеремия, за которым она везде следует. Хотела вернуть своему роду благородство и стать дворянкой. Джеремия добивался для неё титула баронессы, так как звание рыцаря по наследству не передаётся. Потерявшую память Вилетту подобрал Оги и выходил. Они влюбились, Виолетта даже сказала, что не против стать «одиннадцатой» ради Оги. Когда к ней вернулась память, она стреляет в Оги и сбегает, не простив себе чувств к «одиннадцатому». Постепенно она понимает, что всё-таки влюблена в него. Зеро пригрозил ей раскрыть её связь с Оги, из-за чего ей пришлось встать на сторону Лелуша. Потом Виолета по своему желанию следует за Зеро. В конце сериала она узнаёт, что беременна, и говорит об этом Оги, тот просит её остаться на острове, чтобы «новая жизнь» не пострадала в войне. После смерти Лелуша они женятся, и её показывают сидящей за столиком в баре, поглаживающую живот, и смотрящую на экране телевизора на своего мужа, сопровождающего Наналли.

### Гилберт Г. П. Гилфорд
Гилберт Г.П. Гилфорд (яп. ギルバート・G・P・ギルフォード Girubāto. G. P. Girufōdo)
Сэйю — Ёсиюки Коно
Возраст: 27
Прозвище: Копьё Империи
Национальность — британец
Рыцарь и верный последователь принцессы Корнелии. Стройный, темноволосый, в очках, Гилфорд прибывает в Одиннадцатый Сектор вслед за принцессой Корнелией для того, чтобы противостоять Зеро. Он же, после провала и отстранения Джеремии, даёт ему выбор: начать карьеру с нуля, в качестве простого пилота Найтмеров, либо удалиться и выращивать апельсины. Сражался с Тодо Кёсиро в битвах при Нарите и за поселение Токио.
После смерти генерал-губернатора Калареса объявил себя временным правителем Зоны 11. После этого поставил вновь появившемуся Зеро ультиматум — либо Британия убивает захваченных в плен Чёрных рыцарей, либо он сражается с ним один на один. Зеро сумел освободить пленных, снова использовав подвижное основание поселения Токио.
С помощью гиасса Лелуш приказал Гилфорду начать принимать его за принцессу Корнелию, если Лелуш примет определённую позу. Это пригодилось, когда Шнайзель захватил в плен Лелуша — Гилфорд перешёл на сторону Лелуша и даже защитил его от «Фреи», выпущенной Судзаку, при этом было показано уничтожение его Найтмера. В самом конце аниме он появляется рядом с настоящей Корнелией в тёмных очках; считается, что он ослеп, но будь это так, в последнем эпизоде ему не дали бы в руки огнестрельное оружие.

### Канон Мальдини
Канон Мальдини (яп. カノン・マルディーニ Канон Маруди:ни)
Сэйю — Кодзо Мито
Адъютант и первый помощник принца Шнайзеля. Возраст — 28 лет. Граф. Выглядит как молодой человек с розоватыми волосами чуть по плечи и голубыми глазами. Учился вместе с Ллойдом Асплундом и Шнайзелем Британским в одной академии, где изначально относился к принцу враждебно. Дошло до того, что Шнайзель в прямом смысле кнутом приструнил его, публично. По его словам, тогда принц Шнайзель был хорош с кнутом, а вот говорить не особо умел. На приёме говорит, что у Шнайзеля есть тяга к необычным вещам, к которым причисляет и себя. Пошутил над Милли, сказав: «Я правая рука принца Шнайзеля — и в обществе, и в личной жизни», — что, однако, может трактоваться более чем двояко. Очень предан Шнайзелю, не перечит, даже если тот поступает бесчеловечно, что для самого Мальдини не характерно. К примеру, он проявляет доброту к Нине, но её же готов моментально застрелить, если она нападёт на принца, когда та своим вторжением прерывает игру Зеро (Лелуша) и Шнайзеля в шахматы (он оттесняет принца и рука с пистолетом под камзолом). Находится в хороших отношениях с Судзаку Куруруги. Довольно умён, в финальной битве Императора Лелуша и мира Шнайзель использовал его тактический талант. Был среди заложников в финальном эпизоде, но дальнейшая судьба неизвестна. Вероятно, остался помощником Шнайзеля.

### Бартли Аспуриус
Бартли Аспуриус (яп. バトレー・アスプリウス)
— генерал. Под руководством генерал-губернатора Кловиса руководил изучением С. С. Позже под его началом заново собирали Лорда Джеремию. Убит во время атаки ордена Чёрных рыцарей на культ.

### Андреас Дарлтон
Андреас Дарлтон (яп. アンドレアス・ダールトン)
— подчинённый Корнелии. Хорошо сложенный солдат, со шрамом, по диагонали пересекающим переносицу. Один из немногих британцев, поддержавших Юфемию в выборе рыцаря. Убит Лелушем после выполнения приказа (вывести из строя Найтмер Корнелии) в конце первого сезона.

### Ллойд Асплунд
Ллойд Асплунд (яп. ロイド・アスプルンド Роидо Асупурундо)
Сэйю — Тэцу Сиратори
Прозвище: Граф Пудинг
Возраст: 29 лет
Знак зодиака: водолей
Группа крови: АВ
Разработчик Ланселота. Усовершенствовал Найтмеры с шестого уровня до более высоких (первая версия Ланселота — Найтмер седьмого поколения). Вечный соперник Ракшаты Чаулы, с которой работал вместе ранее, как и с Сесиль. Между ним и Ракшатой, вероятно, что-то было, так как Сесиль говорит, что с того и началось их противостояние. Помощницу побаивается. Его сердце и душа полностью принадлежат науке, поэтому он рассматривает Судзаку исключительно как деталь или запчасть Ланселота, которого тот пилотирует. Команда Ллойда не принадлежит к основным вооружённым силам Британской Армии в Одиннадцатом Секторе. Второй принц Шнайзель разрешил Ллойду находиться и вести разработки в Одиннадцатом Секторе, не участвуя в сражениях. В общении Ллойду свойственны прямота и логичность, вкупе со львиной долей провокации и насмешливого отношения к собеседнику, из-за чего он довольно часто ссорится с Сесиль и получает от неё нагоняй. Немного покровительственно относится к Нине из-за её теории, впоследствии воплотившейся в «Фрею». Со Шнайзелем общается вежливо, как старый знакомый, как и с Каноном Мальдини. Он учился с ними обоими в одной академии, присутствовал при конфликте между Мальдини и принцем. Вместе с Ниной и Сесиль вёл разработки по защите от Фреи. В полушутку говорил Лелушу, что хотел бы исследовать Гиасс как необычное явление, но именно от вопросов науки, связанных с Гиассом, он далёк. Считает, что люди в отличие от машин невероятно хрупки, и если с Судзаку что-то произойдёт, придётся просто поискать другую «запчасть». Ллойд является британским графом. Сделал предложение Милли Эшфорд, но позже Милли разорвала помолвку и ушла из аристократии. Знает о существовании С. С.

### Сесиль Круми
Сесиль Круми (яп. セシル・クルーミー Сэсиру Куруми)
Сэйю — Кикуко Иноуэ
Прозвище: Серокрылый Ангел
Знак зодиака: Дева
Сесиль родилась в любящей семье. Ей всегда оказывали должное внимание, и девочка росла смышлёной и доброй. Уже в начальной школе она всегда хотела радовать родителей, но могла это делать пока только посредством учёбы. Сесиль всегда хотела себе братика или сестрёнку, но, к сожалению, не свершилось. Уже в средней школе девушка старалась жить самостоятельно, никого не обременяя.
Когда началась война, она чётко решила по достижении совершеннолетия пойти на службу. Так она и попала в лабораторию особого назначения. Как потом выяснилось, она неплохо разбиралась в машинах и приняла непосредственное участие в создании Ланселота. Энерго-крылья же, используемые многими Найтмерами в последней битве, — и вовсе её изобретение. Вместе с Ллойдом Асплундом усовершенствовала захваченный в бою Гурен. Хорошо умеет пилотировать Найтмер. В отношениях с Ракшатой Чаулой, в отличие от Ллойда, индифферентна. Немного яростна, если Ллойд начинает провоцировать людей. Вполне может избить начальника. Обладает прямотой в необходимых ситуациях, к примеру, когда спросила у Шнайзеля, кто отдал приказ стрелять по Судзаку.
В спешлах ко второму сезону упоминает, что у всех мужчин, которые ей нравились, «в жизни было что-то более важное, чем я», и, смущаясь, она меняет тему разговора, когда С. С. говорит о том, что Сесиль, очевидно, любит Судзаку.

## Рыцари Круга

### Бисмарк Вальдштейн
Бисмарк Вальдштейн (яп. ビスマルク・ヴァルトシュタイン)
— первый Рыцарь Круга. Его найтмер — Галахад. Также обладает Гиассом. Способность его Гиасса — предугадывать движения в будущем, однако это не помогло ему победить Судзаку, так как тот под действием Гиасса был намного сильнее его. Убит Судзаку при восстании Рыцарей Круга.

### Джино Вайнберг
Джино Вайнберг (яп. ジノ・ヴァインベルグ)
— третий рыцарь, ровесник Судзаку. Найтмер — Тристан. Джино — дворянин и первоклассный пилот. Он довольно весёлый и привлекательный молодой человек, вешается на Судзаку, считая его настоящим другом. Поступил также в Академию Эшфорд вместе с Аней ради развлечения. Нравится девушкам, что было показано в 12 серии 2 сезона. Неравнодушен к Каллен.

### Доротея Эрнст
Доротея Эрнст (яп. ドロテア・エルンスト)
— четвёртый рыцарь. Появляется в конце второго сезона. Смуглая женщина с чёрными волосами и зелёными глазами. Вместе с Джино, Моникой и Бисмарком участвовала в восстании Рыцарей Круга. Убита Судзаку во время восстания.

### Аня Альстрейм
Аня Альстрейм (яп. アーニャ・アールストレイム)
 Возраст: 15
Аня Алстрейм — шестой рыцарь, самая юная из рыцарей Круга. Девочка не любит много говорить, она опытный и умелый воин. Пилотирует Найтмер «Мордред». В Сектор 11 она прибывает, чтобы помочь в расследовании дела Зеро и защитить королевскую семью.
Аня никогда не расстаётся со своим телефоном, очень любит фотографировать и делать пометки на память. Как позже выясняется, это не связано с природным любопытством — девочка не доверяет собственным воспоминаниям, потому что они часто расходятся с действительностью. То, что Аня когда-то фотографировала, она потом не может вспомнить, а то, что она помнит, часто противоречит её собственным записям.
Причина этого — императрица Марианна. Когда-то в детстве маленькая Аня попала во дворец императрицы Марианны, и случилось так, что она оказалась рядом как раз в тот момент, когда мать Лелуша убили. Марианна владела гиассом, который позволял ей вселяться в тела других людей, и она вселилась в Аню.
Аня принимала участие в войнах с Зеро, она защищала сначала принцессу Корнелию, а потом и императора. Но в конце концов из-за вмешательства Марианны она не смогла принять участие в основных событиях. После войны помогала Апельсину выращивать, собственно, апельсины.

### Нонетт Энниграм
Нонетт Энниграм (яп. ノネット・エニアグラム)
— девятый рыцарь. Молодая женщина со светлыми волосами. По характеру — весёлый и добрый человек. Она училась вместе с Корнелией, и она является одним из немногих людей, которых Корнелия побаивается. Не принимает важного участия в аниме, за весь сериал она не произнесла ни слова.

### Лукиано Бредли
Лукиано Брадли (яп. ルキアーノ・ブラッドリー)
— десятый Рыцарь. Сам о себе говорит: «признанный гений убийства». «Британский кровопийца», как называют его японцы. Каллен, убившая его впоследствии, назвала его убожеством. Жестокий Рыцарь; упивается людскими страхами и смертью.

### Моника Кружевски
Моника Кружевски (яп. モニカ・クルシェフスキー)
— двенадцатый рыцарь. Молодая и привлекательная девушка, и к тому же она является очень умелым и опытным бойцом. Судя по её фамилии, она польского происхождения. Была назначена командующей флагманом «Великая Британия». Убита Судзаку ближе к концу второго сезона, после того как попыталась восстать против Лелуша.

## Второстепенные персонажи

### Артур
Обычный чёрный кот с чёрными пятнами на кончике хвоста и на стороне правого глаза, которого нашла принцесса Юфемия во время прогулки с Судзаку. Именно этот кот устроил переполох в Академии Эшфорд, когда стащил у Лелуша маску Зеро. У Артура с Судзаку сложилась своеобразная дружба, хотя Артур всё время кусал и шипел на Судзаку. Несмотря на это, в первом сезоне Артур спас его, прыгнув на Тамаки, когда тот стрелял в Судзаку.

### Мао
Мао (яп. マオ Мао)
Сэйю — Такэси Кусао
Национальность — китаец
Сирота, который в 6 лет получил Гиасс от C.C. С помощью своего Гиасса он читает мысли других людей. Его психика крайне расшатана, и Гиасс вышел из-под его контроля, поэтому он слышит мысли всех людей в радиусе 500 метров от него, из-за чего постоянно носит наушники, на которых Мао часто прослушивает записанные слова благодарности и поддержки от C.C., мысли которой он не мог прочитать. Мао влюбился в неё, но она оставила его из-за того, что он был не в состоянии выполнить свою часть контракта. Когда он находит C.C. в Зоне 11, она пытается избавиться от него, но терпит неудачу, потому что Мао был решительно настроен распилить её на части и увезти с собой. Он сделал бы это, если бы ему не помешал Лелуш, который натравил на Мао полицию и приказал стрелять в него. Но из-за того, что он отдал приказ «стрелять», а не «убить», Мао выжил и взял Нанналли в заложники, надеясь привлечь, а потом устранить Лелуша. Лелуш и Судзаку смогли спасти Нанналли, а Мао проиграл. Он прочитал мысли Судзаку о том, что тот убил своего отца, но Лелуш с помощью своего Гиасса приказал ему замолчать, и лишённый речи Мао убежал. C.C. убивает его, выстрелив в него со словами «С любовью, Мао…».

### Гэмбу Куруруги
Гэмбу Куруруги (яп. 枢木 ゲンブ)
Национальность — японец
Отец Судзаку Куруруги. Премьер-министр тогда ещё Японии. Во время войны Японии с Британией был убит собственным сыном ради всеобщего блага. Не помогло. В итоге Япония проиграла, но Судзаку считает, что такой исход позволил избежать ещё больших жертв среди жителей Японии.

### Нагата
Нагата (яп. 永田)
— вёл трейлер, перевозивший C.C. в первой серии первого сезона аниме. Взорвал себя и трейлер, когда машину обнаружила британская армия.